# Nordmalings landskommun
Nordmalings kommun var en tidigare kommun i Västerbottens län. 

## Administrativ historik
När 1862 års kommunalförordningar trädde i kraft inrättades över hela landet cirka 2 500 kommuner, de flesta av dem landskommuner. I Nordmalings socken i Ångermanland inrättades då denna kommun.
1914 bröts en del ut för att, tillsammans med en del av Umeå landskommun, bilda Hörnefors landskommun. Kommunreformen 1952 påverkade inte indelningarna i området, då varken Västerbottens eller Norrbottens län berördes av reformen. 1971 ombildades landskommunen till Nordmalings kommun.
Inom kommunen fanns två municipalsamhällen. Det första, Nordmalings kyrkovalls municipalsamhälle (förkortades till Nordmaling den 1 januari 1923) inrättades den 25 februari 1898 och upplöstes vid utgången av 1962. Det andra, Rundviks municipalsamhälle, inrättades den 12 juni 1936 och upplöstes vid utgången av 1964.
Kommunkoden 1952-1970 var 2401,

### Kyrklig tillhörighet
I kyrkligt hänseende tillhörde kommunen Nordmalings församling.

## Kommunvapnet
Blasonering: I blått fält en gädda av silver med fenor av guld mellan två bjälkvis genomgående kättingar av guld.
Vapnet fastställdes 1955. Gäddan kommer från ett sockensigill och kättingarna symboliserar Olofsfors bruk, där sådana tillverkades. Vapnet togs över av Nordmalings kommun och registrerades 1974 enligt det nyare regelverket.

## Geografi
Nordmalings landskommun omfattade den 1 januari 1952 en areal av 1 278,75 km², varav 1 238,85 km² land.

### Tätorter i kommunen 1960
| Tätort     | Folkmängd |
| ---------- | --------- |
| Rundvik    | 1 389     |
| Nordmaling | 1 144     |
| Lögdeå     | 516       |
| Levar      | 385       |
| Norrfors   | 282       |
| Nyåker     | 267       |

Tätortsgraden i kommunen var den 1 november 1960 35,1 procent.

## Politik

### Mandatfördelning i Nordmalings landskommun 1938-1966
| 13 | 6 | 6 | 5 |

| 30 |

| 14 | 7 | 5 | 4 |

| 29 |

| 13 | 7 | 7 | 3 |

| 30 |

| 14 | 7 | 7 | 2 |

| 30 |

| 14 | 6 | 6 | 4 |

| 29 |

| 13 | 7 | 5 | 5 |

| 27 |

| 14 | 7 | 6 | 3 |

| 28 |

| 13 | 7 | 5 |  | 4 |

| 28 |

### Mandatfördelning i Rundviks municipalsamhälle 1962
| 20 |

| 17 | 3 |